# Ephyrodes implens
Ephyrodes implens là một loài bướm đêm trong họ Erebidae.